# Quinchamalium thesioides
Quinchamalium thesioides là một loài thực vật có hoa trong họ Schoepfiaceae. Loài này được Phil. miêu tả khoa học đầu tiên năm 1860.